# 小行星1501
小行星1501（1501 Baade）是一颗绕太阳运转的小行星，为主小行星带小行星。该小行星于1938年10月20日发现。
該小行星以德國天文學家沃爾特·巴德命名。

## 轨道参数
小行星1501的轨道半长轴为2.5447474 UA，离心率为0.241。